# Hruškové z Března
Hruškové z Března byli český šlechtický rod, který pocházel z Března u Postoloprt v okrese Louny. Byli příslušníky nižší šlechty (patřili k vladyckému stavu) a jejich statky se nacházely především v bývalém Žateckém kraji.
Jednotliví příslušníci rodu jsou doloženi v šestnáctém a sedmnáctém století, kdy se rodina rozdělila do několika hlavních větví: bitozeveské, želenické, cítolibské, choučské a lounské. Zejména členové bitozeveské a cítolibské větve se zúčastnili stavovského povstání v letech 1618–1620, za což byli potrestáni ztrátou majetku. Řada z nich odešla do Saska. Posledním mužským příslušníkem rodu byl Rudolf Hruška z Března, který zemřel po roce 1660. V ženské linii rod přetrval déle, ale nakonec vymřel po přeslici před koncem sedmnáctého století.

## Majetek
V průběhu šestnáctého a sedmnáctého století Hruškům z Března patřily vesnice nebo jejich části: Bitozeves,  Selibice, Lišany, Tvršice, Tatinná, Nečemice, Vidovle, Želenice, Srbeč, Milý, Hřešice, Kalivody, Selmice, Zbrašín, Peruc, Toužetín, Hořany, Líšťany a díl Hřivic.

## Erb
Hruškové z Března měli v erbu mluvící znamení: v červeném štítě se nacházela zlatá hruška na zelené stopce se dvěma nebo třemi listy.